# Ikuhiko Hata
Ikuhiko Hata (秦 郁彦?, Hata Ikuhiko; Hōfu, 12 dicembre 1932) è uno storico giapponese.
Ha conseguito il dottorato all'Università di Tokyo e ha insegnato storia in diverse università. È autore di numerose e influenti opere accademiche, in particolare su temi legati al ruolo del Giappone nella seconda guerra sino-giapponese e nella seconda guerra mondiale.
Hata è considerato come uno storico "conservatore" o "centrista". Ha scritto ampiamente su argomenti controversi come il Massacro di Nanchino e le donne di conforto. Il collega storico Edward Drea lo ha definito "il decano degli storici militari giapponesi".

## Biografia
Ikuhiko Hata è nato il 12 dicembre 1932 nella città di Hōfu nella prefettura di Yamaguchi. 
Si è laureato all'Università di Tokyo nel 1956 e ha conseguito il dottorato di ricerca nel 1974. Ha lavorato come storico del Ministero delle Finanze giapponese tra il 1956 e il 1976 e durante questo periodo dal 1963 al 1965 è stato anche assistente di ricerca all'Università di Harvard. Dopo aver rassegnato le dimissioni dal suo incarico presso il Ministero delle Finanze, Hata è stato professore ospite presso l'Università di Princeton dal 1977 al 1978 e poi professore di storia presso l'Università Takushoku dal 1980 al 1993, presso l'Università di Chiba dal 1994 al 1997 e presso l'Università di Nihon dal 1997 al 2002.

## Influenza culturale
Hata è stato descritto da numerosi storici come un importante studioso della storia del Giappone moderno. Lo storico Edward Drea lo ha definito "il decano degli storici militari giapponesi", e ha scritto che le opere pubblicate da Hata "sono modelli di studio, ricerca, accuratezza e interpretazione giudiziosa". Joshua A. Fogel, storico della Cina all'Università di York, conferma che Hata "è un eminente studioso che da oltre quarant'anni sta scrivendo numerosi studi eccellenti".
Masahiro Yamamoto lo definì "uno studioso giapponese di primo piano nel campo della storia moderna del Giappone".
Il primo libro di storia di Hata è stato Nicchū Sensōshi ("Una storia della seconda guerra sino-giapponese"), pubblicato nel 1961, che ha iniziato a scrivere mentre completava il suo diploma di laurea all'università di Tokyo. Il lavoro è stato ben accolto, descritto da Chalmers Johnson come "lo studio più approfondito delle politiche giapponesi in Cina durante gli anni Trenta"  e da James T.C. Liu come "un contributo pionieristico e Ben accolto". 
Il secondo libro di Hata, il lavoro del 1962 Gun fashizumu undō shi ("Una storia del movimento militare fascista"), è stato promosso dallo storico Shuhei Domon come "un'interpretazione narrativa di prima qualità basata sull'ampio uso di prove documentali".
L'Associazione Giapponese per le Relazioni Internazionali (ja) ha scelto Hata per una fazione di quello che lo storico James William Morley ha descritto come un gruppo di "giovani storici diplomatici e obiettivi" per l'accesso senza precedenti alle registrazioni di origine primaria onde scrivere la storia delle origini della seconda guerra mondiale in Asia.
A partire dal 1968 Hata ha guidato un team di studiosi che avevano il compito, impartito dal Ministero della Pubblica Istruzione, di analizzare tutte le fonti e i documenti disponibili sul funzionamento delle forze armate giapponesi in tempo di guerra e nel periodo prebellico. Il frutto della loro ricerca fu Nihon Rikukaigun no Seido, Soshiki, Jinji ("Istituzioni, Organizzazione e Personale dell'Esercito e della Marina Giapponese"), uscito nel 1971, che Mark Peattie definì "l'autorevole lavoro di riferimento sul campo".
Subito dopo Hata fu incaricato di coordinare un altro progetto di ricerca collaborativa, per il Ministero delle Finanze, sul tema dell'occupazione del Giappone da parte degli Stati Uniti dopo la seconda guerra mondiale. John W. Dower, Sadao Asada e Roger Dingman hanno accreditato Hata per il ruolo chiave che ha svolto nella produzione di questo progetto progetto multivolume che ha iniziato ad essere pubblicato nel 1975. Gli studiosi lo hanno ritenuto il miglior studio sull'occupazione del Giappone prodotto fino a quel momento.
Nel 1993 Hata ha scritto un lavoro a due volumi su alcuni controversi incidenti nella storia moderna giapponese, intitolato Shōwashi no nazo wo ou, che ha ricevuto il premio Kikuchi Kan.
Hata ha poi co-scritto due libri con Yasuho Izawa sugli assi del volo giapponesi della seconda guerra mondiale, entrambi descritti dagli storici come le trattazioni definitive del soggetto.
Un lavoro che Hata aveva scritto nel 1984, Hirohito Tennō Itsutsu no Ketsudan ("Cinque decisioni dell'imperatore Hirohito"), ha attirato l'attenzione di Marius Jansen, che si impegnò nel tradurlo in inglese Con il titolo Hirohito: Hirohito: The Showa Emperor in War and Peace.
Secondo Edward Drea, sulla questione riguardante l'eventualità secondo cui "l' imperatore fosse davvero il sovrano e il detentore del potere del Giappone o semplicemente un burattino" conclude che la risposta a questa complessa domanda è da qualche parte nel mezzo, anche se Hata da ccredito a Hirohito per la notevole competenza politica. Oltre a Drea, il libro ha ricevuto recensioni molto positive da Stephen S. Large e Hugh Cortazzi.

## Nankin jiken
Il principale contributo di Hata agli studi sul massacro di Nanchino è il suo libro Nankin jiken, pubblicato nel 1986, che è uno studio dettagliato dell'evento basato su fonti giapponesi, cinesi e inglesi e che è stato poi positivamente accolto da storici come Daqing Yang come una delle poche imparziali opere di studio scritte sul massacro. Il libro è noto per la sua stima relativamente bassa del numero di morti, che Hata fissò a 40.000 perché basò il numero di uccisioni civili sull'opera di Lewis S. C. Smythe che condusse un'indagine sul massacro nelle immediate vicinanze (War Damage in Nanking Area, Dec.1937 to March 1938, Urban and Rural Surveys) ed escludeva anche i soldati cinesi.
Il libro di Hata è riconosciuto come il primo a discutere di ciò che avrebbe causato il massacro, mentre i libri precedenti si erano concentrati solo sull evento stesso. Hata ha sostenuto che la mancanza di polizia militare e di strutture militari dell'esercito giapponese per arrestare i prigionieri di guerra, la sua ignoranza delle leggi internazionali e la decisione del generale cinese Tang Shengzhi di fuggire dalla città senza arrendersi formalmente, fatto che ha lasciato un gran numero di soldati in borghese tra la popolazione civile, seguita da eccessive operazioni di recupero da parte dei giapponesi, furono tra i principali fattori che hanno portato al massacro.
Alcuni ricercatori contemporanei, tra cui lo storico Tomio Hora e il giornalista Katsuichi Honda, hanno espresso un forte disaccordo riguardo alla stima del numero di morti di Hata, anche se entrambi hanno espresso ammirazione per lo studio e la sincerità di Hata.
Hata è oggi riconosciuto come il maggiore studioso della scuola di pensiero cosiddetta "centrista" sul massacro di Nanchino, che in termini di numero di morti ritiene che in decine di migliaia siano stati uccisi e che si trova quindi tra la scuola del "grande massacro", che crede che in centinaia di migliaia siano stati uccisi, e la scuola dell'"illusione" dei denigratori del massacro di Nanchino.
Al contrario, Takuji Kimura ha criticato Hata come un "minimizzatore" dell'atrocità, pur riconoscendo che il suo libro sul massacro era "uno studio eccellente" e Herbert Bix lo ha descritto come "il più noto" dei "parziali denigratori" del massacro di Nanchino. Tuttavia, gli storici Haruo Tohmatsu e H. P. Willmott hanno dichiarato che la stima del numero di morti di Hata in Giappone è considerata "la stima più attendibile dal punto di vista accademico".
Nankin jiken di Hata ha continuato a ricevere buona accoglienza da altri studiosi. Nel 2000 Marius Jansen lo ha etichettato come "il più ragionevole di molti studi giapponesi" sul massacro e nel 2001 lo studioso Yutaka Yoshida ha dichiarato di considerarlo uno dei primi cinque libri da raccomandare sul massacro di Nanchino. 
Nel 2003 Joshua Fogel ha definito il libro "ancora un'autorità sul campo" e David Askew, professore dell'università Ritsumeikan, lo ha definito "il miglior lavoro introduttivo sull'incidente di Nanchino in qualsiasi lingua". Nel 1999 il libro era arrivato sua diciannovesima edizione.